# Bactrocera obscura
Bactrocera obscura
 es una especie de insecto díptero que Malloch describió científicamente por primera vez en 1931. Esta especie pertenece al género Bactrocera de la familia Tephritidae.